# Fridrich Cander
Fridrich Arturowicz Cander (ur. 1887, zm. 28 marca 1933 w Kisłowodzku) – radziecki pionier astronautyki i techniki rakietowej. Syn niemieckich emigrantów przesiedlonych do sowieckiej Rosji. Absolwent politechniki w Rydze.

## Życie zawodowe
Od 1919 pracownik moskiewskiej fabryki silników samolotowych im. M. W. Frunzego. Pracował na wydziale wykonującym silniki lotnicze M-26.
Jako młody inżynier został przyjęty przez Lenina, któremu opowiedział o swoich planach budowy silnika rakietowego i lotach statkami do innych planet. Mimo pobłażliwego, acz miłego, przyjęcia, Lenin obiecał wsparcie finansowe. Nie doczekał się go, mimo że spotkanie to podziałało na niego bardzo motywująco.
W latach 20. skonstruował pierwszy silnik odrzutowy, OR-1, na benzynę i sprężone powietrze. Dzięki temu nawiązał znajomość z Siergiejem Korolowem, późniejszym "ojcem" radzieckiego programu kosmicznego, który myślał o wykorzystaniu silnika rakietowego w konstrukcjach swoich samolotów i szybowców. Prace nad napędem odrzutowym zetknęły Candera i Korolowa z innymi radzieckimi entuzjastami rodzącej się techniki rakietowej – Czeranowskim, Pobiedonoscewem, Tichonrawowem. W 1933 zaczął pracę w nowo utworzonym przez Korolowa Zespole Badań Ruchu Odrzutowego (GIRD), w Moskwie.
W 1933 zbudował i testował silnik OR-2, na benzynę i ciekły tlen.
Autor wielu prac z zakresu obliczeń silników rakietowych, np. Problem lotu przy użyciu urządzeń odrzutowych z 1932.

## Życie osobiste
Cander wychowywał się w bardzo ubogiej rodzinie, a długa i ciężka praca sprawiały, że był niedożywiony i słabego zdrowia.
Był znany ze swojej chorobliwej oszczędności. Zachowały się sprawozdania kasowe fabryki im. M. W. Frunzego z 1923, w których odnotowano potrącenia 1 procentu z wypłaty każdego pracownika na rzecz inżyniera Candera. Takich samych składek dokonywali, nie mówiąc nic Canderowi, pracownicy GIRD. Nieświadomie kupował więc obiad wart 35 kopiejek w cenie 7 kopiejek.
Dożywianie nie pomogło jednak zachować go w dobrym zdrowiu. Przyjaciele zmusili go do wyjazdu do sanatorium w Kisłowodzku. Skierowanie załatwił mu osobiście Siergiej Korolow. Odprowadzając go na dworzec, nie wiedzieli jednak, że z oszczędności, Cander wykupił bilet trzeciej klasy. Do Kisłowodzka dojechał w ciężkim stanie, chory na tyfus. Leczono go bezskutecznie.
Zmarł w Kisłowodzku, bredząc w gorączce o silnikach odrzutowych i błagając, by przewieźć go do Moskwy.